# František Pošepný
František Pošepný (30. března 1836 Jilemnice – 27. března 1895 Döbling) byl světoznámý český vědec působící v geologii a souvisejících oborech. Je pokládán za nejznámějšího představitele české geologie konce 19. století. Jeho kniha „The Genesis of Ore Deposits“ jej proslavila natolik, že byl jmenován čestným členem vrcholné americké organizace ložiskových geologů a inženýrů American Institute of Mining Engineers v Chicagu.

## Život
Narodil se v Jilemnici, v budově panské lednice v areálu jilemnického zámku. Jeho otcem byl Josef Pošepný (1794–1856) a matkou Františka Pošepná, roz. Jírová (1807–1871). Studoval na pražské polytechnice a na příbramském horním učilišti (později báňská akademie), podobně jako další významný český geolog František Vacek, kde ho ovlivnil tehdejší ředitel Johann Grimm, zvláště svými výklady o rudních ložiskách. Po ukončení studií pracoval jako báňský praktikant, studoval také v Říšském geologickém ústavu ve Vídni. Během této doby získával poznatky na různých místech Rakouska-Uherska.
Roku 1870 byl jmenován hlavním geologem pro Uhry na báňském ředitelství v Banské Štiavnici a prováděl výzkum slovenských rudných ložisek v Magurce, Španí Dolině, Kremnici a Nové Bani. O čtyři roky později se vrátil do Vídně a vykonával funkci vicesekretáře na tehdejším ministerstvu zemědělství. Kromě bádání v Rakousku navštívil v rámci své cesty do USA ložiska v Nevadě a Kalifornii.
V roce 1879 se vrátil do Příbrami, kde vedl katedru ložiskové geologie a kde dosáhl profesorského titulu. Současně pokračoval ve výzkumu příbramského revíru. Roku 1889 předčasně ukončil své působení a odešel do Vídně, odkud podnikal vědecké cesty po Evropě a Blízkém Východě. Zemřel v Döblingu u Vídně a podle svého přání byl pohřben v rodné Jilemnici na místním hřbitově.

## Význam

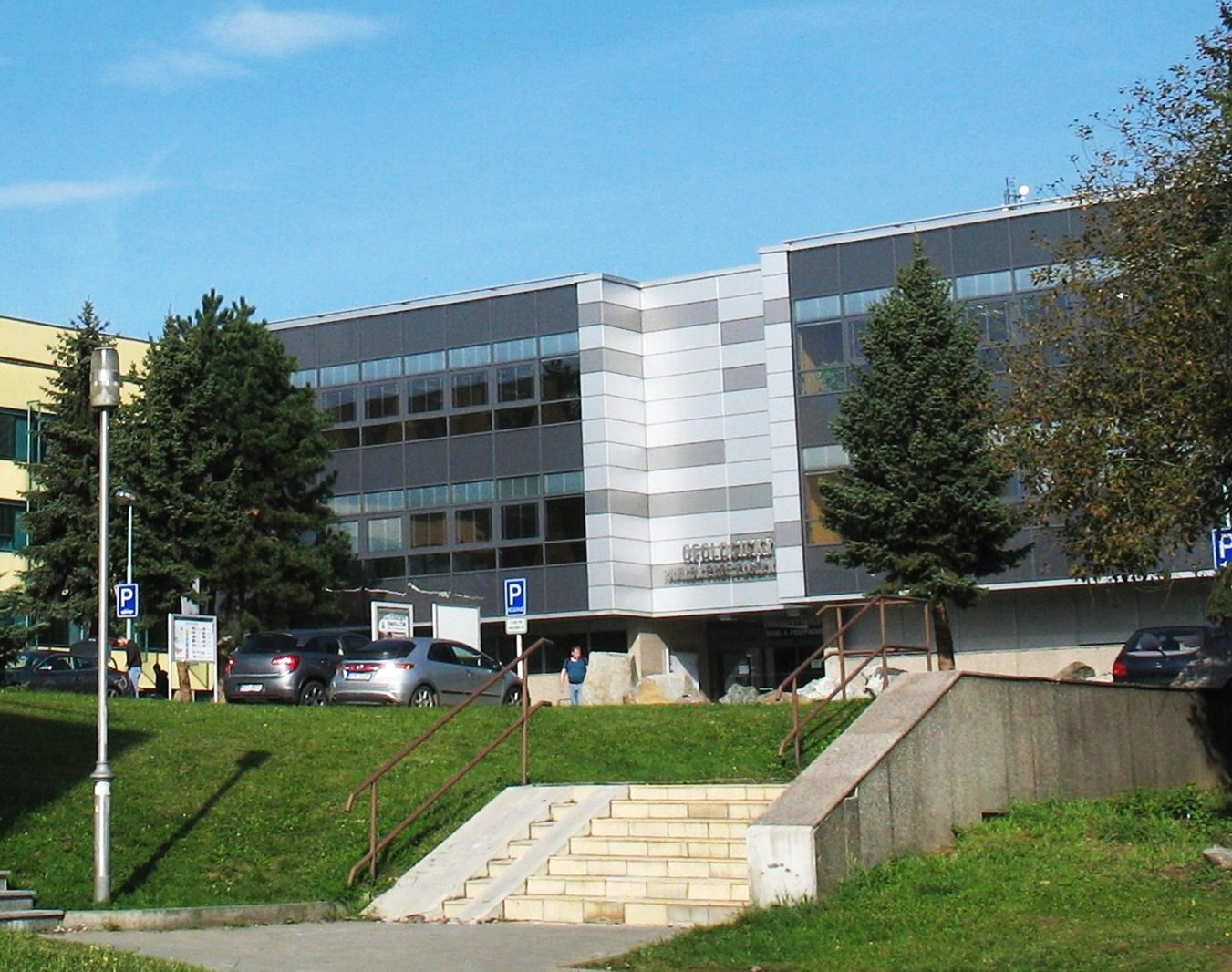
Geologický pavilon prof. F. Pošepného v areálu Vysoké školy báňské – Technické univerzity v Ostravě – Porubě

Pošepný je považován za světového zakladatele ložiskové geologie, jejíž poznatky umožnily efektivnější těžbu rud. Ve svém stěžejním díle The Genesis of Ore-Deposits (1893) popsal novou teorii vzniku rudných ložisek, teorie získala velké uznání. Kromě tohoto díla je autorem více než stovky dalších odborných publikací. Zabýval se také geologií Čech, napsal například studie o Příbramsku či zlatonosných rudách středních Čech.

## Památka
Jeho jméno nese Čestná oborová medaile Františka Pošepného za zásluhy v geologických vědách, udělovaná AV ČR jako čestná plaketa k ocenění vynikajících výsledků vědecké práce v oblasti geologie. Dále po něm jsou pojmenovány geologické a mineralogické muzeum – Geologický pavilon prof. F. Pošepného v Ostravě-Porubě či náměstí a základní škola na Praze-Chodově.
Cena Františka Pošepného byla udělena následujícím osobnostem (v letech 2000–2004 nebyla udělována):
- 1968: člen korespondent Josef Vachtl, Prof. Kalervo Rankama (Finsko), Prof. Ch. H. Behre (USA), Prof. Bhalush Chandra Roy (Indie)
- 1969: člen korespondent Ladislav Čepek, Prof. Hisashi Kuno (Japonsko), akademik D. V. Nalivkin (SSSR), akademik V. I. Smirnov (SSSR), Prof. E. Raguin (Francie)
- 1972: akademik František Čechura
- 1973: člen korespondent František Špetl
- 1974: akademik Quido Záruba
- 1975: akademik Michal Maheľ
- 1976: člen korespondent Josef Sekanina
- 1977: akademik Jaromír Koutek, člen korespondent Vladimír Pokorný
- 1978: člen korespondent František Fiala, akademik Vladimír Zoubek, člen korespondent Jindřich Štelcl, člen korespondent Ján Balaš, akademik Alexandr V. Pejve (SSSR)
- 1979: akademik Bohuslav Cambel
- 1980: člen korespondent Lubomír Šiška, Prof. Martin Vavro
- 1981: Ing. Jaroslav Němec
- 1982: člen korespondent Oto Fusán, Prof. Zdeněk Pouba, Ing. Josef Šulc, akademik Emil Mazúr
- 1983: Ing. Vladimír Vahala, Prof. Jan Gruntorád, člen korespondent Jindřich Štelcl, Prof. Mirko Vaněček, Dr. Miroslav Střída
- 1984: Dr. Ján Seneš, Prof. Václav Král, Doc. Ing. Fran Jimenetišek Marek, CSc., Dr. Antonio Núñez Jimenez (Kuba)
- 1985: člen korespondent Martin Vavro, Dr. Vlastimil Müller, Dr. Vojen Ložek, člen korespondent Lubomír Šiška, člen korespondent Gustav Šebor, Ing. Ladislav Zíka, Prof. František Špaldon, Prof. Jan Puzder
- 1986: Prof. Ľudovít Kovanič
- 1987: Dr. Vladislav Babuška, Ing. Josef Šulc, Dr. Alena Cimbálniková
- 1988: člen korespondent Mirko Vaněček
- 1989: Prof. Miloslav Dopita, Dr. Zdeněk Hoffmann, Dr. Jiří Klíma, Prof. Václav Král
- 1993: Prof. Petr Černý (Kanada)
- 1994: Prof. Jiří Krupička (Kanada), Doc. Ing. Jan Rybář, CSc.
- 1999: Ing. Miroslav Krs, CSc.
- 2005: Doc. RNDr. Pavel Povondra, Dr.Sc.
- 2013: Prof. Ove Stephansoon (Německo)
- 2014: Doc. RNDr. Jaromír Ulrych, Dr.Sc.
- 2017: Doc. RNDr. Jozef Michalík, Dr.Sc. (Slovensko)
- 2018: Prof. Ing. Zdeněk Vašíček, Dr.Sc.

Jména dalších nositelů Ceny jsou zveřejňována na webových stránkách Akademie věd ČR.